# Lasioglossum ariadne
Lasioglossum ariadne là một loài Hymenoptera trong họ Halictidae. Loài này được Ebmer mô tả khoa học năm 1981.